# Term and Reversion
Term & Reversion ist eine Variante eines internationalen Wertermittlungsverfahren (so genannte "Income Approach") zur Bewertung von Immobilien. Es handelt sich um ein vereinfachtes Discounted Cash-Flow-Verfahren, da lediglich zwei „Zeitfenster“ betrachtet werden.
Den Teil der Gesamtnutzungsdauer, für den vertraglich gesicherte Roherträge vorliegen, nennt man „Term“. Die darauffolgende Zeit bezeichnet man als „Reversion“. Während die Erträge aus „Term“ aufgrund der Vertragssituation als risikoarm gelten, sind die Erträge aus „Reversion“ ungewiss. Beide Teile werden mit einem entsprechenden Zinssatz (z. B. Liegenschaftszinssatz, All-Risks Yield) auf den heutigen Zeitpunkt diskontiert.
Die andere Variante dieses Bewertungsverfahrens wird Core & Top Slice genannt.